# Paulina Anhalt-Bernburg
Pauline Christine Wilhelmine (ur. 23 lutego 1769 w Ballenstedt, zm. 29 grudnia 1820 w Detmold) – księżniczka Anhalt-Bernburg z dynastii askańskiej, poprzez małżeństwo księżna Lippe. W latach 1802–1820 sprawowała regencję w imieniu syna Leopolda II. W chwili jej ślubu księstwo Lippe było częścią Świętego Cesarstwa Rzymskiego. Pozostawało nią do 1806. W latach 1806–1813 wchodziło w skład Związku Reńskiego (Należące do niego państwa były formalnie suwerenne – mogły prowadzić politykę zagraniczną, w praktyce znajdowały się jednak pod przemożnym wpływem cesarza Francuzów Napoleona I. W 1815 zostało członkiem Związku Niemieckiego (będącego luźną konfederacją państw).
Urodziła się jako córka księcia Anhalt-Bernburg Fryderyka Alberta i jego żony księżnej Ludwiki Albertyny. 
2 stycznia 1796 w Ballenstedt poślubiła księcia Lippe Leopolda I. Para miała troje dzieci:
- Leopolda II (1796-1851), kolejnego księcia Lippe
- księcia Fryderyka (1797–1854)
- córkę (1800–1800)